# جسیکا سانچز
جسیکا الیزابت سانچز (به انگلیسی: Jessica Elizabeth Sanchez) متولد ۴ اوت، ۱۹۹۵ یک خوانندهٔ آمریکایی از سان دیگو، کالیفرنیا است. وی نفر دوّم و از فینالیست‌های فصل ۱۱ امریکن آیدل می‌باشد. وی قبلاً در ۱۱ سالگی در فصل اول «آمریکا استعداد دارد» شرکت کرده بود.

## کودکی
جسیکا در کالیفرنیا از پدر و مادرش، ادیتا و گیلبرت سانچز متولد شد. او با دو برادر کوچکترش در ایستلیک بزرگ شد. بعد از موفقیت او در مسابقات «آیدل» در اکتبر ۲۰۱۲ خانواده اش به لس آنجلس نقل مکان کردند تا جسیکا راحت‌تر وارد صنعت سرگرمی شود.
پدرش مکزیکی آمریکایی و است و برای تگزاس است. او کهنه سرباز نیروی دریایی امریکاست. مادرش هم فیلیپینی است.
جسیکا دانش آموز سابق ایستلیک است. در کلاس هشتم دروس مورد علاقه اش، علوم، تربیت بدنی و هم سرایی بود. او برای آموزش پژوهشگری در تئاتر هنرها در هالیوود انتخاب شده بود و کلاس دوازدهم را در خانه خوانده‌است.
او از ۲ سالگی شروع به خواندن کرد و آرزو داشت خواننده ای شود که «ترانه‌های شدید ولی شاد بخواند». هنرمندان مورد علاقه‌اش «امینم» و «بیانسه» هستند و «جنیفر هادسون» مسابقه دهنده مورد علاقه اش در امریکن آیدل است.